# Michael Steed

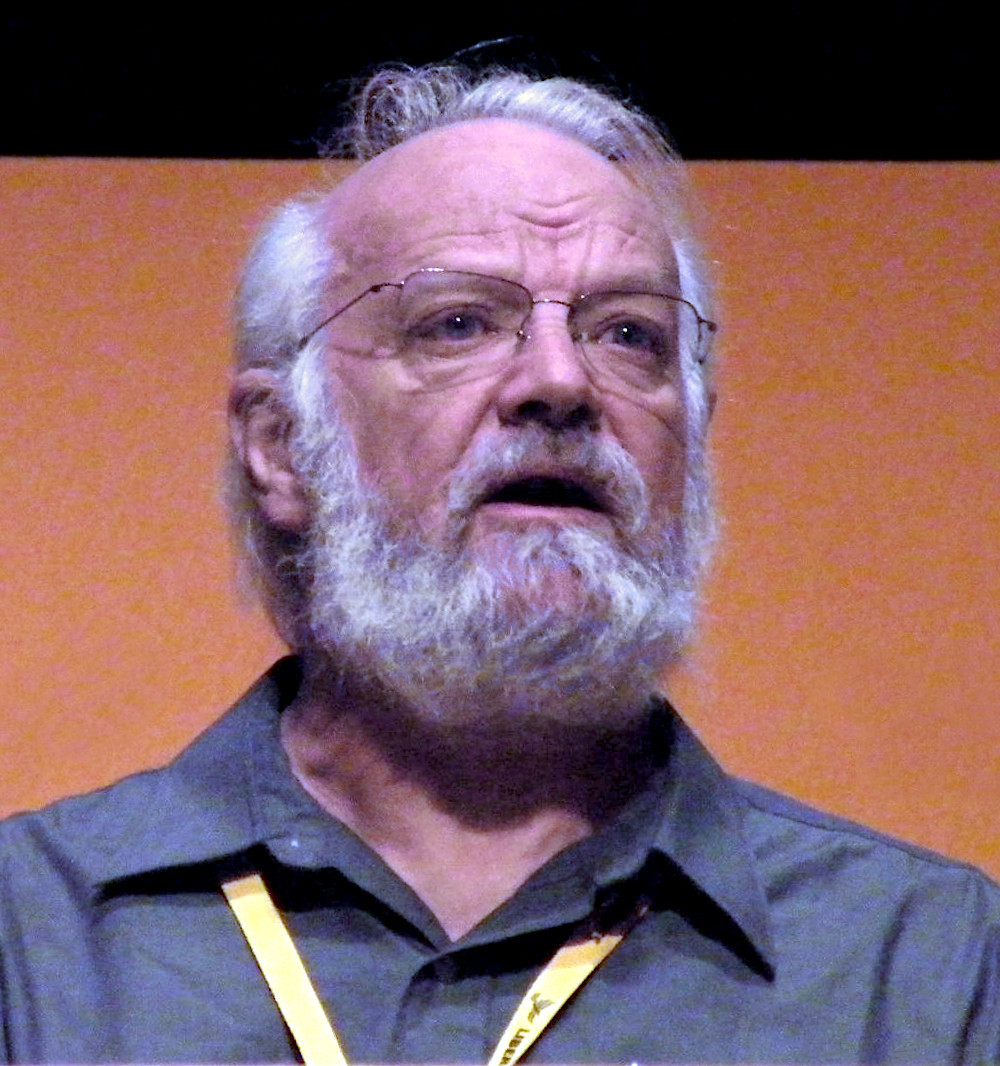
Michael Steed vào 2012

Michael Steed (1940 – 30 tháng 8 năm 2023) là một nhà cảm âm học người Anh, nhà khoa học chính trị, phát thanh viên, nhà hoạt động và chính trị gia Đảng Dân chủ Tự do. Ông sinh năm 1940 tại Kent, nơi cha ông là một nông dân.  Ông đã viết nhiều về các đảng phái chính trị và các cuộc bầu cử.
Ông được học tại Cao đẳng St. Lawrence, Ramsgate, và tại Cao đẳng Corpus Christi, Cambridge. Năm 1960, các nhà chức trách Nam Phi từ chối cho ông nhập cảnh vào Sharpeville để cung cấp thực phẩm cho các nạn nhân của vụ xả súng ở Sharpeville.
Từ năm 1963–65, Steed thực hiện nghiên cứu sau đại học tại Nuffield College, Oxford, dưới sự chỉ đạo của Tiến sĩ David Butler. Đồng thời, ông cũng hoạt động trong nhóm Tự do Trẻ tuổi, đặc biệt là về vấn đề phân biệt chủng tộc ở Nam Phi. Ông trở thành Phó Chủ tịch Quốc gia của Những người Tự do Trẻ tuổi.
Năm 1966, Steed trở thành Giảng viên Chính phủ tại Đại học Manchester, một chức vụ mà ông đã giữ trong nhiều năm cho đến khi nghỉ hưu sớm do sức khỏe yếu. Là một nhà khoa học psepholog, ông trở thành một chuyên gia phân tích chi tiết kết quả bầu cử theo quan điểm xã hội học, trong nhiều năm cung cấp cho các phương tiện truyền thông như The Observer và The Economist những văn bản phức tạp như "tỷ lệ phần trăm" có thể tiếp cận với độc giả phổ thông. Vào cuối những năm 1960 và trong suốt những năm 1970, ông thường xuyên xuất hiện trên truyền hình trong các chương trình "đêm bầu cử", thường ở bên cạnh Bob McKenzie, người đã phổ biến "swingometer" dựa trên khái niệm swing do David Butler nghĩ ra. Steed đã phát triển một công thức phức tạp hơn để tính toán swing, đôi khi được các nhà psepholog gọi là "Steed swing" để phân biệt với "Butler swing".
Từ năm 1964–2005, Steed, sau này cùng với Giáo sư John Curtice - chịu trách nhiệm phân tích thống kê trong nghiên cứu bầu cử Nuffield thường xuyên của David Butler có tựa đề "Cuộc Tổng tuyển cử của Anh....".
Steed là một thành viên hàng đầu của cánh "cấp tiến" của Đảng Tự do, vào cuối những năm 1960 và 1970, bản thân đã mâu thuẫn với đảng quốc hội và nhà lãnh đạo khi đó là Jeremy Thorpe về một số vấn đề. Đặc biệt, Steed và các đồng nghiệp của ông cảm thấy rằng "đảng phải chuyển sự chú ý khỏi các nhân vật sang một cuộc tranh luận rộng rãi về hệ tư tưởng, các nguyên tắc và chính sách". Ông đã đóng góp một số bài báo cho tờ New Outlook cấp tiến hàng tháng. Trong một thời gian, ông là thành viên được bầu trong ban điều hành quốc gia của Đảng Tự do.
Michael Steed luôn là một người nhiệt thành thân châu Âu, và nghiên cứu của ông về các đảng phái và bầu cử đã sớm bao trùm chính trường lục địa cũng như Vương quốc Anh. Năm 1969, ông kêu gọi một đồng tiền chung châu Âu.
Tại Đại hội Tự do năm 1971, ông đã chuyển thành công nghị quyết lớn ủng hộ châu Âu, tuy nhiên lưu ý rằng EEC khi đó, trong đó các quyết định được đưa ra bởi "một nhóm bí mật", phải được đưa ra một cách dân chủ hơn. Ông lập luận rằng chủ quyền quốc gia sẽ "biến mất khi một nền dân chủ châu Âu có quyền lực lan tỏa rộng rãi được tạo ra và thực thi ở tất cả các cấp" trong "một liên minh chính trị chặt chẽ của người dân châu Âu".
Steed liên tục kêu gọi cải cách hiến pháp trên phạm vi rộng, bao gồm cả giải thể toàn diện, với các chính quyền khu vực được bầu chọn, hệ thống bầu cử tỷ lệ thuận hơn và bãi bỏ quyền giải tán Quốc hội của Thủ tướng theo ý muốn. Mục tiêu cuối cùng này cuối cùng đã đạt được nhờ Đạo luật Quốc hội có nhiệm kỳ 2011.
Ông là ứng cử viên của Đảng Tự do tại cuộc bầu cử phụ ở Đồi Brierley năm 1967 và cuộc bầu cử phụ của Manchester Exchange năm 1973, trong đó ông đã đẩy Đảng Bảo thủ xuống vị trí thứ ba. Tại cuộc tổng tuyển cử năm 1970, ông là ứng cử viên của đảng cho Truro.  Đối với cuộc tổng tuyển cử tháng 2 năm 1974, ông đứng ở Manchester Central. Trong cuộc bầu cử châu Âu năm 1979, ông là ứng cử viên Đảng Tự do cho Đại Manchester North, nơi ông bị đánh bại bởi chính khách Lao động kỳ cựu Barbara Castle. Tại cuộc tổng tuyển cử năm 1983, ông là ứng cử viên của Đảng Tự do cho Burnley.
Năm 1976, Steed thiết kế hệ thống mới cho việc bầu cử Lãnh đạo Đảng Tự do.
Steed được bầu làm Chủ tịch Đảng Tự do 1978–79.
Trong nhiều năm, ông là người đi đầu trong Chiến dịch Vì Bình đẳng Đồng tính luyến ái, phục vụ trong Ủy ban Điều hành và một thời gian là Thủ quỹ.  Trong khoảng thời gian vẫn còn sự thù địch lớn đối với quyền của người đồng tính, ông đã lên tiếng tại các cuộc họp công khai, bao gồm một cuộc họp công khai ở Burnley vào năm 1971 về việc đề xuất thành lập một câu lạc bộ đồng tính, tại đó ông đã chia sẻ nền tảng với Ray Gosling. Cuộc họp này đã được coi là bước khởi đầu cho sự nổi lên của phong trào bảo vệ quyền của người đồng tính trên cơ sở quốc gia ở Anh.
Năm 1975, cùng với đồng nghiệp CHE cũ Paul Temperton, ông thành lập Northern Democrat, tạp chí kêu gọi chính quyền khu vực dân chủ. Điều này sau đó được phát triển thành Chiến dịch cho miền Bắc, một nhóm tất cả các đảng phái thúc giục giải phóng cho các vùng thuộc Anh; cũng như Scotland và Wales, với Steed là Chủ tịch và Temperton là Giám đốc, sử dụng tài trợ từ Rowntree Trust.
Khi nghỉ hưu, Steed đã trở về quê hương Đông Kent, nơi ông vẫn hoạt động trong chính trị của Đảng Dân chủ Tự do tại địa phương.  Tháng 7 năm 2008, ông được bầu vào Hội đồng Thành phố Canterbury.
Ông hiện là Giảng viên danh dự về Chính trị và Quan hệ Quốc tế tại Đại học Kent. Ông cũng là Thành viên Nghiên cứu Cấp cao của Quỹ Liên bang. Ông là Ủy viên của Quỹ Arthur McDougall và của Hiệp hội Kỷ niệm Canterbury, và là Phó Chủ tịch của Hiệp hội Cải cách Bầu cử.
Năm 2012, Michael Steed được bầu vào Hội đồng của Diễn đàn Tự do Xã hội.
Ông qua đời ở tuổi 83 vào ngày 30 tháng 8 năm 2023.